# Andrea Bakula
Andrea Bakula (Zagreb, Kroatië, Joegoslavië, 15 augustus 1981) is een voormalig Kroatisch professioneel tafeltennisster. Zij speelt linkshandig met de shakehandgreep.
Zij nam namens Kroatië deel aan de Olympische Zomerspelen 2000 en 2008 maar won geen medailles.

## Belangrijkste resultaten
- Zilver met het team op de Europese kampioenschappen 2003.
- Zilver met het team op de Europese kampioenschappen 2005.
- Brons met het team op de Europese kampioenschappen 2000.
- Brons met het team op de Europese kampioenschappen 2008.
- Brons met het team op de Europese kampioenschappen 2009.